# Епархия Анси

Географическое расположение епархии Анси

Епархия Анси (лат. Dioecesis Anneciensis) — епархия Римско-Католической церкви с центром в городе Анси, Франция. Епархия Анси распространяет свою юрисдикцию на территорию департамента Верхняя Савойя. Епархия Анси входит в митрополию Лиона. Кафедральным собором епархии Анси является церковь святого апостола Петра.

## История
15 февраля 1822 года Римский папа Пий VII выпустил буллу Sollicita catholici, которой учредил епархию Анси, выделив её из архиепархии Шамбери (сегодня — Архиепархия).
8 декабря 2002 года епархия Анси вошла в митрополию Лиона.

## Ординарии епархии
- епископ Клод-Франсуа де Тьолла (21.04.1822 — 14.03.1832);
- епископ Пьер-Жозеф Ре(13.06.1832 — 31.01.1842);
- епископ Луи Рандю (25.08.1842 — 28.08.1859);
- епископ Шарль-Мари Маньен (11.12.1860 — 14.01.1879);
- епископ Луи-Ромен-Эрне Изоар (9.05.1879 — 3.08.1901);
- епископ Пьер-Люсьен Кампистрон (13.05.1902 — 22.08.1921);
- епископ Флоран-Мишель-Мари-Жозеф дю Буа де ла Вильрабель (21.11.1921 — 11.05.1940) — назначен архиепископом Экса;
- епископ Огюст-Леон-Алексис Сесброн (30.09.1940 — 13.07.1962);
- епископ Жан-Батист-Этьенн Соваж (28.09.1962 — 27.09.1983);
- епископ Юбер Мари Пьер Доминик Барбье (19.05.1984 — 25.04.2000) — назначен архиепископом Буржа;
- епископ Ив Жан Мари Арсен Буавино (7.05.2001 — по настоящее время).

## Источник
- Annuario Pontificio, Libreria Editrice Vaticana, Città del Vaticano, 2003, ISBN 88-209-7422-3
- Булла Sollicita catholici/ Bullarii romani continuatio, Tomo XV, Romae 1853, стр. 391—395  (лат.)